# Helma en Selma
Helma en Selma was een zangduo uit Limburg. Het duo bestond uit Helma Lambers en Gertrude (Zus) Jansen.
Helma Lambers was een plaatselijk zangeresje. Zij trouwde met en zong bij orkestleider Mathieu Niëns, die rondtrok met zijn dansorkest The Flying Dutchmen.  Helma had rond 1944 voor en van componist Johnny Hoes het lied De cowboy-soldaat (vermoedelijk zijn eerste liedje) opgenomen. Ze werd in de advertenties een “lady-crooner” genoemd. Bij dat orkest trad ook altijd een clown op, de vader van Selma. Hij stelde voor om het zangduo te formeren; hij vond zijn dochter een mooie (tweede) stem hebben. Het is dan 1949.
Selma is de artiestennaam van Gertrude Jansen, ook al zangeres, kortweg Zus genoemd. Om beter aan te sluiten koos zij als artiestennaam Selma. Het duo Helma en Selma trok vooral in Zuid-Nederland rond, ook met genoemd dansorkest. Opvallend daarbij was dat het duo ook in Heerenveen en omstreken populair was. Rond 1950 komen er ook plaatjes van het duo uit; ze worden veel gedraaid op Radio Luxemburg met liedjes als De speelbal, Voor kusje van jou, Moeke, oh moeke, Tabe, ik kies weer zee, Het orgel speelt, Rode rozen en (We zien elkaar terug) In ’t kerkje. De plaatjes verschijnen dan op schellak bij het platenlabel Olympia uit België. Selma bleek zelf een verzameling van plaatjes bij te houden, zo bleek bij een oproep in het Limburgsch Dagblad van 19 februari 1987. Uit haar flat was een koffer met opnamen uit de periode 1949-1953 gestolen. Rond 1955 valt het duo uit elkaar. Selma gaat verder met haar zus Mia/Mieke Jansen, die haar voornaam niet echt artistiek vond en zich Vera liet noemen. Beide namen smolten ineen tot de Selvera's. Helma hield Helma en Selma in leven door andere zangpartners in te schakelen waaronder Ria Roda.
| Single met eventuele hitnotering(en) in de Nederlandse Top 40 | Datum van verschijnen | Datum van binnenkomst | Hoogste positie | Aantal weken | Opmerkingen |
| ------------------------------------------------------------- | --------------------- | --------------------- | --------------- | ------------ | ----------- |
| Bergen van Tirol                                              |                       | 30-01-1965            | 20              | 8            |             |